# Фрейла
Фрейла (ісп. Freila) — муніципалітет в Іспанії, у складі автономної спільноти Андалусія, у провінції Гранада. Населення — 1132 особи (2010).
Муніципалітет розташований на відстані близько 330 км на південь від Мадрида, 75 км на північний схід від Гранади.
На території муніципалітету розташовані такі населені пункти: (дані про населення за 2010 рік)
- Фрейла: 1092 особи
- Лос-Лотес: 28 осіб
- Побладо-дель-Негратін: 12 осіб

## Демографія
Динаміка населення (INE ):

## Галерея зображень

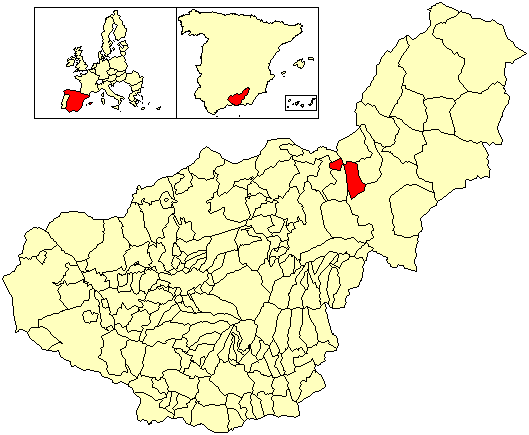
Розташування муніципалітету у провінції Гранада